# Erik Estrada
Henry Enrique "Erik" Estrada (Nova Iorque, 16 de março de 1949) é um ator estadunidense de origem porto-riquenha, mais conhecido por seu papel como o oficial Francis Lovely Poncherello na série de televisão CHiPs, entre 1977 e 1983.
Erik Estrada participou do filme «A Batalha de Midway», de 1976, com Charlton Heston e Henry Fonda.
Protagonizou a telenovela «Dos Mujeres, Un Camino», que contou com participação estelar da Itatí Cantoral.

## Vida pessoal

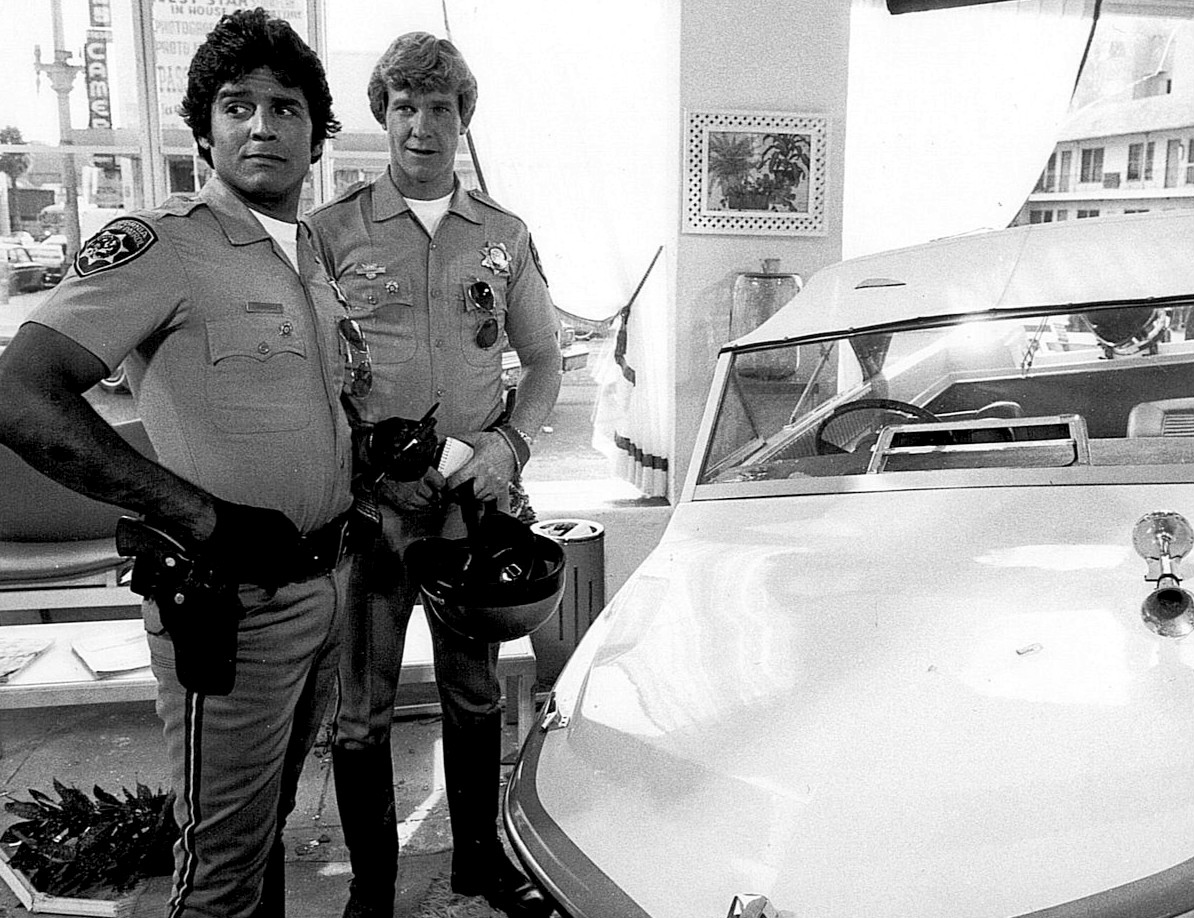
Estrada e Larry Wilcox em CHiPs, 1977.

Filho de Renildo e Carmen Estrada, e irmão de Johnny Estrada, um jogador profissional de beisebol.
Tem dois filhos (Anthony Erik e Brandon Michael-Paul) com a executiva de entretenimento, compositora e produtora Peggy Lynn Rowe, com quem foi casado entre 1985 e 1990. Estrada tem ainda uma filha (Francesca Natalia), fruto do seu terceiro casamento, com a técnica de som Nanette Mirkovich, que se estende desde 1997 até aos dias atuais.